# Teatro romano de Itálica
El teatro romano de Itálica fue construido sobre el Cerro de San Antonio, al este de la que fue primera ciudad romana en Hispania, Itálica, situada en el actual término municipal de Santiponce (provincia de Sevilla), en Andalucía (España), fundada en el año 206 a. C.

## Historia
El teatro es la obra civil conocida más antigua de Itálica, tras los restos probables de la curia, encontrados en 1984. Se enclava en el llamado Cerro de San Antonio, al este del casco urbano de Santiponce, aprovechando la ladera natural sobre el Baetis. Fue construido entre los siglos I a. C. y I d. C., y su uso, seguramente ya esporádico, se prolongó hasta al menos el siglo V, más o menos como en el resto de Hispania, siendo posiblemente la principal causa de su abandono, más que su condena por motivos religiosos (que por parte de los cristianos fue tan incesante como infructuosa), la desaparición paulatina o el desinterés de las elites locales que solían sufragarlos. Lo cierto es que quedó en desuso y parte de sus terrenos se fueron rellenando y convirtiendo en almacenes y corrales, en vertederos y hasta en lugar de enterramientos ocasionales, ya en época medieval. Fue finalmente colmatado y cegado por diversas riadas del Guadalquivir. 
La ubicación aproximada del edificio se conocía desde el siglo XVIII, y se sabía la procedencia de allí de algunas esculturas. Parte de sus gradas estaban parcialmente descubiertas hacia los años 1940 en el corral de una de las casas de la colina, pero no fue excavado masivamente hasta el periodo 1970-1973, con campañas menores posteriores para liberar el pórtico. Tras diversas fases de restauración, iniciadas en los años 1980, es utilizado en la actualidad para la celebración del Festival de Teatro de Itálica, en 2010 en su XIV edición.

## Características arquitectónicas y usos
Tenía una capacidad para 3000 espectadores, y en él se escenificaban representaciones de obras trágicas, cómicas y espectáculos de mimo. Excepcionalmente, se producían actuaciones musicales e, incluso, algún acto religioso, especialmente los relacionados con el culto al emperador.
Como en todos los teatros romanos, la orchestra o espacio semicircular separaba el escenario del graderío o gradatio. Este, revestido de mármol, cuenta con tres escalones anchos en la zona baja (primus subselliorum ordo), donde se instalaban los asientos móviles (subsellia, sedilia) para personajes del mayor rango (senadores, legados, magistrados locales, sacerdotes de alto nivel, invitados extranjeros...). Un balteus o cinturón de mármol (en Itálica de colores alternos) separaba esta zona privilegiada de los habituales tres sectores de gradas, denominados caveae: ima, media y summa cavea, separadas entre sí por praecinctiones o pasillos horizontales y escaleras verticales (scalae) de acceso a los asientos, que se asignaban en orden socialmente inverso. Cada uno de los sectores así delimitados se denominaba cuneus (en Itálica, cuatro). Desde Augusto (Suet., Aug. 44), los soldados, los hombres casados, y los jóvenes junto a sus preceptores, debían ocupar espacios separados, posiblemente utilizando para ello dichos cunei. En la zona más alta se sentaban por orden las mujeres, los plebeyos libres pero pobres y finalmente los esclavos. Lo coronaban una porticus in summa gradatione, y seguramente los anclajes para el despliegue de un sistema de toldos (velarium).
En cuanto a la zona del escenario, se imbricaba con la orchestra mediante los nichos alternantes de un pulpitum pintado. La scaenae frons era un edificio de órdenes columnados, con las tres puertas usuales o valvae (la regia o central y las dos hospitales o laterales); posiblemente la central fue rehecha a comienzos del siglo III, como recuerda una bellísima ara hexagonal encontrada durante la excavación.
La zona trasera del teatro, que daba al río, estaba ocupada por un amplio pórtico, con pedestales inscritos de distintas épocas, y un pequeño santuario dedicado a Isis (Iseion), con lápidas de plantas de pies, similares a las del Nemeseion del anfiteatro.
Las partes del teatro eran:
- La cavea, que tenía forma semicircular con unos 71 m de diámetro.
- El porticus post scaenam (espacio abierto que fue cerrado para crear un jardín donde se construyó en tiempos de Adriano (117-137), un templo dedicado al culto a Isis o Iseum.
- El quadriporticus, pórtico de cuatro puertas.
- La orchestra, espacio semicircular situado entre los graderíos y el escenario.
- El pulpitum, superficie del escenario.
- El balteus, un antepecho de mármol.
- La rons scaenae, fachada.
- Las valvae, tres puertas.

Los materiales utilizados fueron, principalmente: en las fases más antiguas, caliza amarillenta y gris, y en la imperial hormigón y ladrillo, y mármoles blancos y polícromos, para columnas, arquitrabes, revestimientos (por ejemplo, del graderío) y otros elementos ornamentales.

## Galería de imágenes

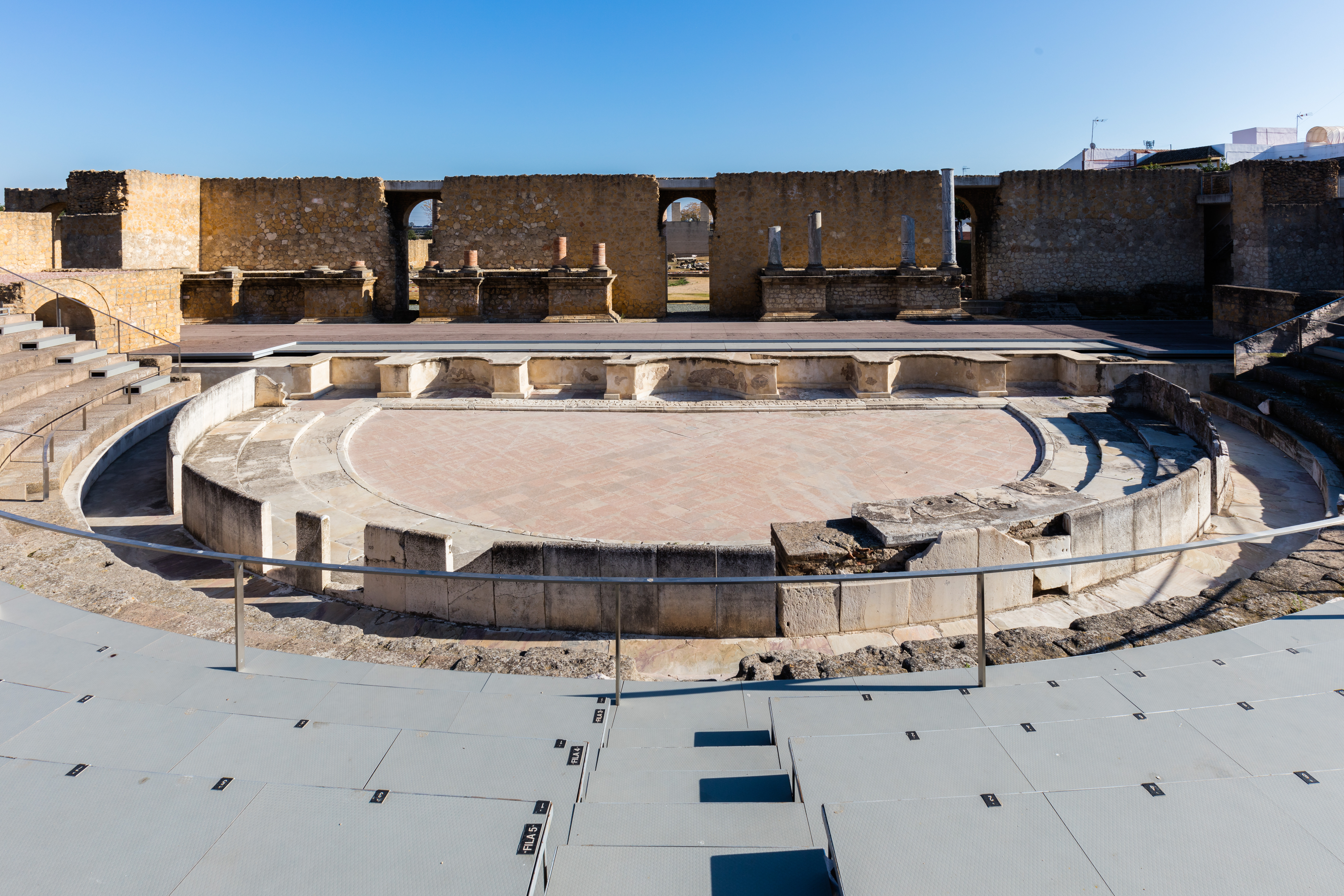
Vista frontal.
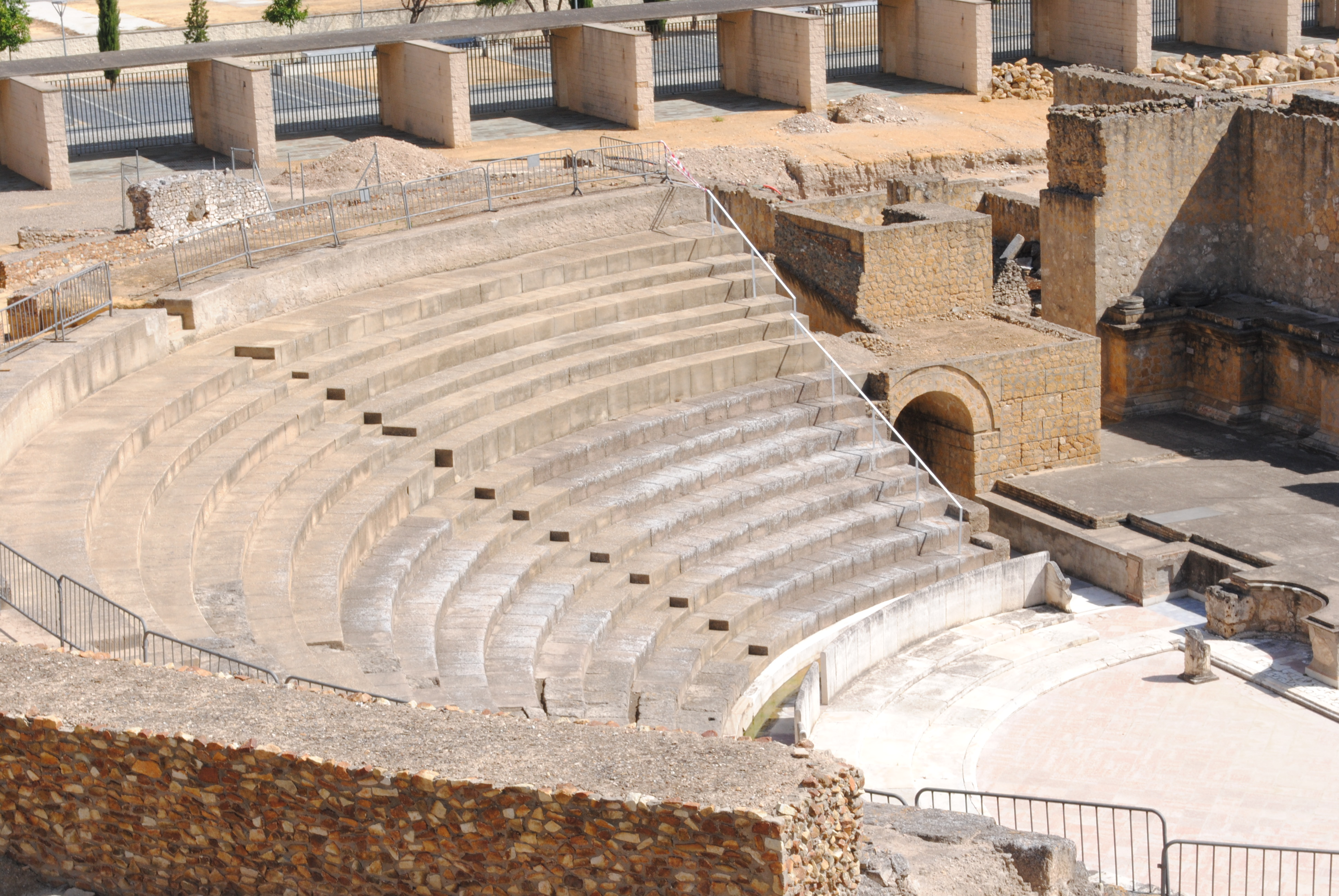
Gradas.
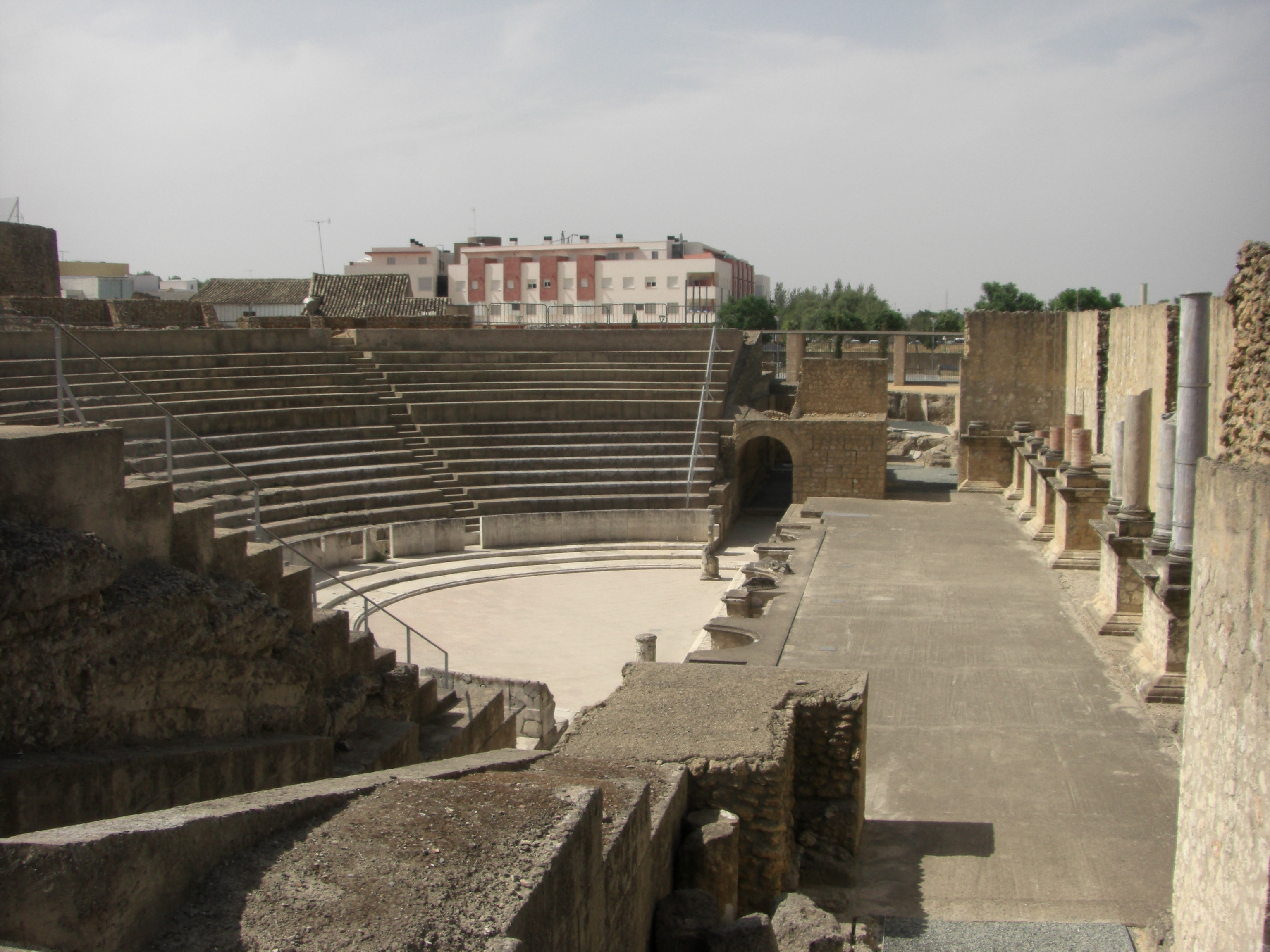
Escenario.
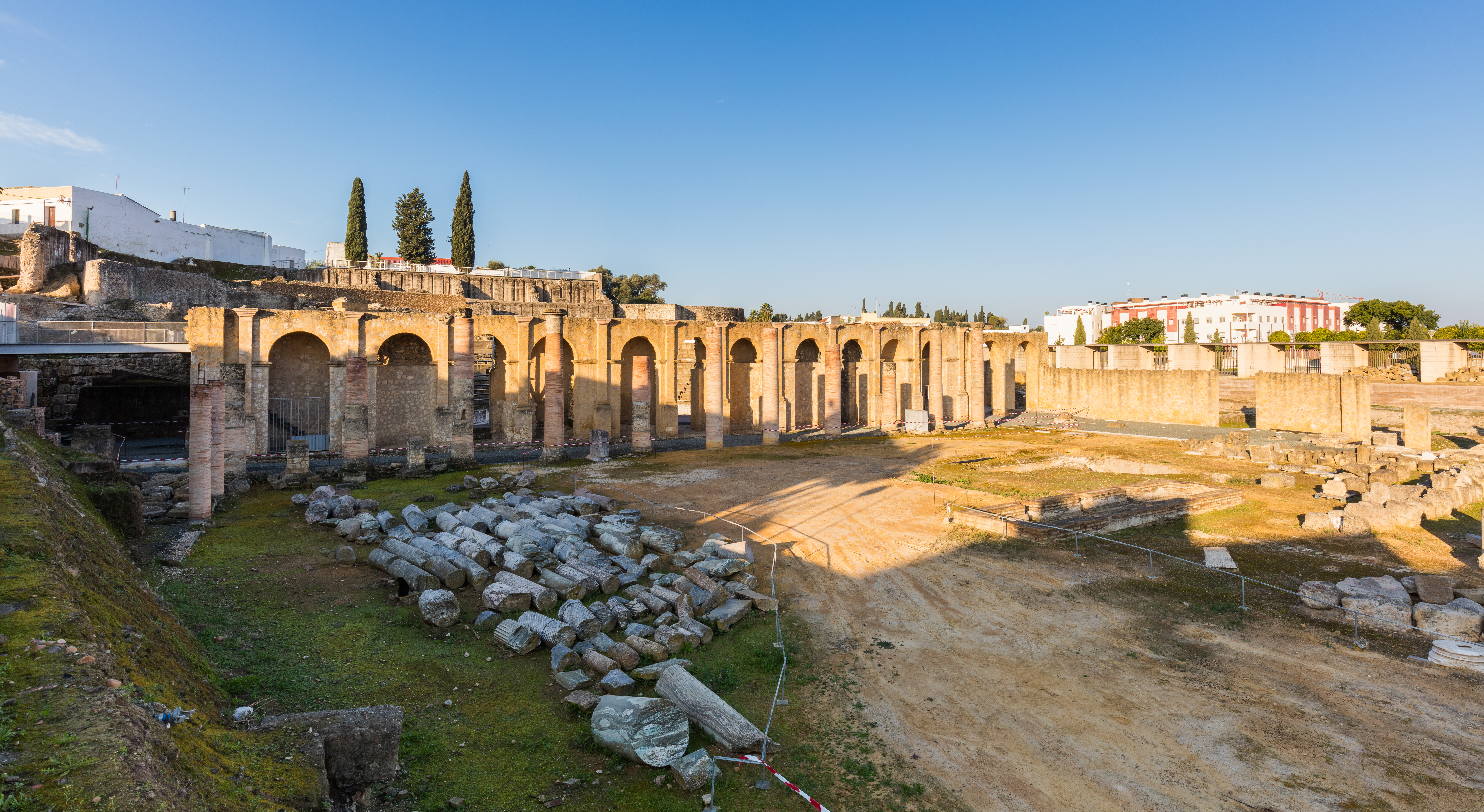
Pórtico del teatro.
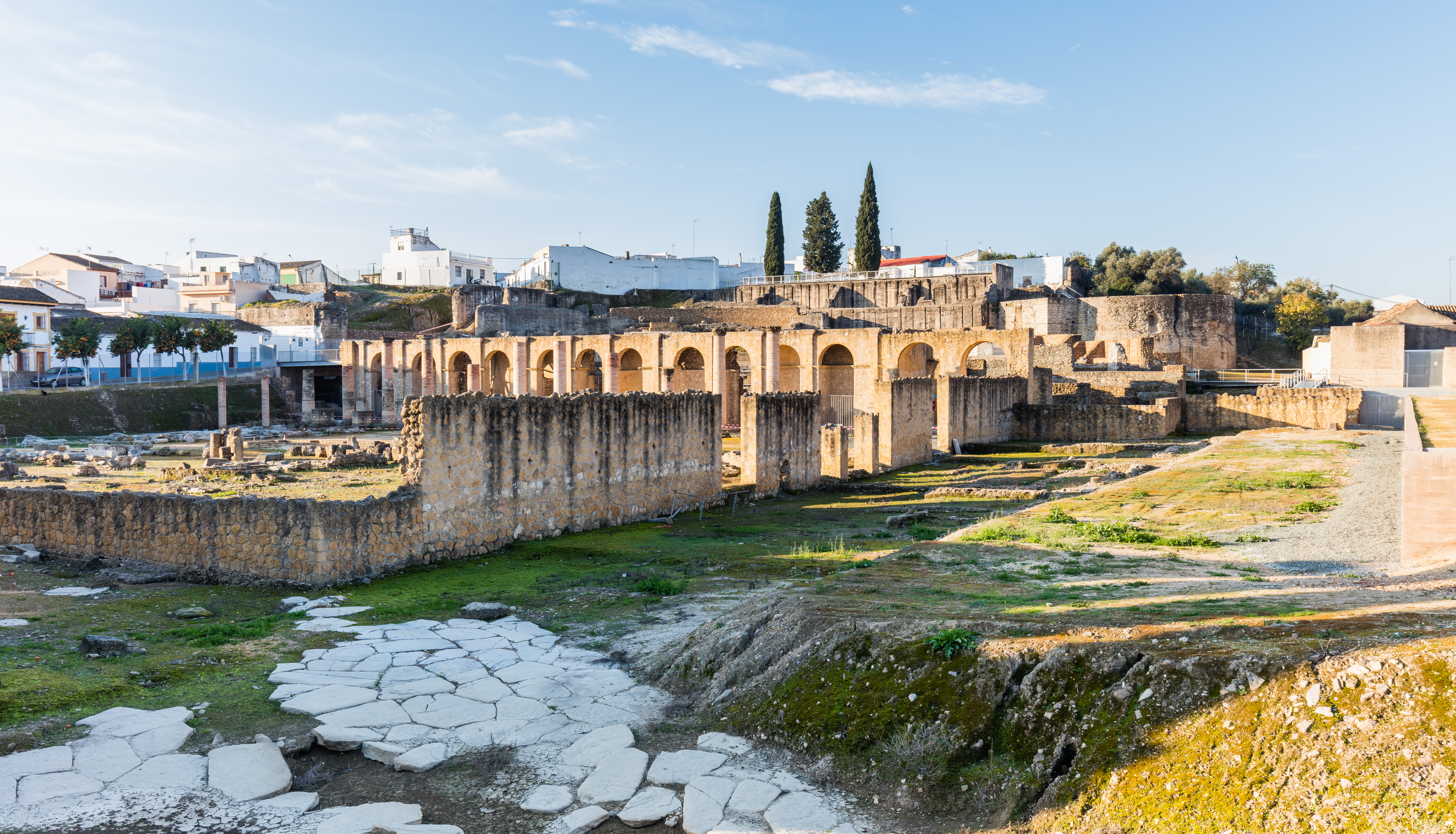
Otra vista del pórtico.